# شمهمفوراش

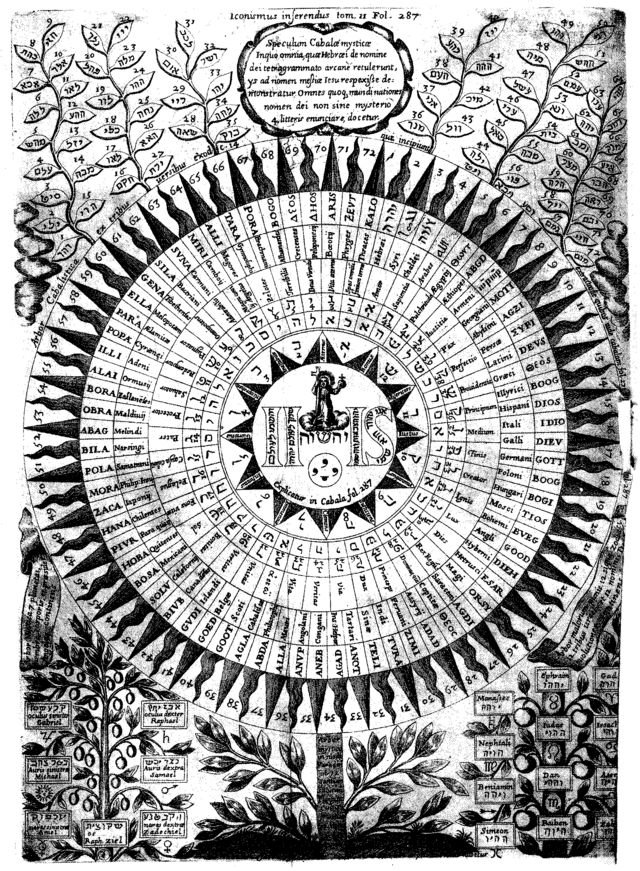
نمودار نام‌های خدا

شمهمفوراش (به عبری: שם המפורש) و (به انگلیسی: Shem ha-Mephorash) یا (Schemhamphoras) به معنی نام صریح، اصطلاحی اصالتاً تانایتیک (Tannaitic) است که نام پنهانی خدا در کابالا را (از جمله در مسیحیت و جادوهای گوناگون) و  همچنین در برخی مباحثه‌های اصلی یهود توصیف می‌کند. این نام از ۴، ۱۲، ۲۲، ۴۲ یا ۷۲ حرف (یا سه گانه حروف) تشکیل شده که مورد آخر از همه رایج‌تر است.

## توضیحات
شمهمفوراش به معنای نام مقسوم است. نام اعظم تتراگراماتون می‌باشد. یهوه، رب اعلی چهار عنصری است که اساس کل گیتی را تشکیل می‌دهند.
 سه آیه در سفر خروج (۱۴، ۱۹، ۲۰، ۲۱) وجود دارد که هر یک شامل هفتاد و دو حرف می‌باشد. با نوشتن اولین این ها، و زیر آن، آیه بعدی از انتها و سپس زیر آن، آخرین آیه از ابتدا، هفتاد و دو ستون سه حرفی به دست می آید. این‌ها از بالا به پایین خوانده می‌شوند و «ال» یا «اه» بسته به مذکر یا مونث بودن آن‌ها در انتها اضافه می‌شود. همچنین تناسبی از این فراست‌ها به هر یک این پنج حرفی‌ها یا بخش های پنج درجه ای دائرةالبروج وجود دارد؛ اما همچنین تعداد بی شماری از دیگر فرشتگان، دیوها، تصاویر جادویی، رب‌های سه‌گانگی، فرشتگان نایب صغیر و غیره برای منتسب نمودن وجود دارد. خواندن عزائم تمامی این سطوح کاملاً بی‌فایده است. تنها زمانی می‌توانند احضار شوند که برای مقصود خاصی نیاز به ارتباطی حقیقی با یکی از آن‌ها وجود داشته باشد.